# Piotr Włodarczyk
Piotr Włodarczyk (Wałbrzych, Polonia, 4 de mayo de 1977) es un exfutbolista polaco que jugaba de delantero y cuyo último equipo fue el Bałtyk Gdynia. Su hijo Szymon Włodarczyk también es futbolista.

## Selección nacional
Ha disputado cuatro partidos con la selección de fútbol de Polonia y ha marcado dos goles. 

## Clubes
| Club             | País    | Año       |
| ---------------- | ------- | --------- |
| KP Wałbrzych     | Polonia | 1996      |
| Legia Varsovia   | Polonia | 1996-1997 |
| Ruch Chorzów     | Polonia | 1997-1998 |
| Legia Varsovia   | Polonia | 1998      |
| Ruch Chorzów     | Polonia | 1998-2000 |
| Śląsk Wrocław    | Polonia | 2000-2002 |
| AJ Auxerre       | Francia | 2002      |
| Widzew Łódź      | Polonia | 2002-2004 |
| Legia Varsovia   | Polonia | 2004-2007 |
| Zagłębie Lubin   | Polonia | 2007-2008 |
| Aris Salónica FC | Grecia  | 2008-2009 |
| OFI Creta        | Grecia  | 2009-2011 |
| Bałtyk Gdynia    | Polonia | 2011-2012 |